# مقاطعة ألين (إنديانا)
مقاطعة ألين (بالإنجليزية: Allen County, Indiana)‏ هي إحدى مقاطعات ولاية إنديانا في الولايات المتحدة. ، بلغ عدد سكانها 355329 نسمة في عام 2010 حسب إحصاء مكتب تعداد الولايات المتحدة وتصل الكثافة السكانية فيها 208.73 نسمة/كم2.

## وصلات خارجية
- www.co.allen.in.us